# Héctor Mauré
Vicente José Tito Falivene, conocido como Héctor Mauré (Buenos Aires, 13 de marzo de 1920 - 12 de mayo de 1976) fue un cantante y compositor de tango argentino.
Nació en el barrio de Palermo y fue cantor de la orquesta de Juan D'Arienzo desde 1940 a 1944. Mauré dejó 293 grabaciones para los sellos Víctor, Orfeo, Columbia y Music Hall. Como autor y compositor registró en SADAIC 26 temas, uno de ellos, el tango "Oro y diamantes", fue grabado por D'Arienzo. Fue acompañado por músicos destacados del género, como los bandoneonistas Héctor Varela y Leopoldo Federico, y los pianistas Lito Escarso y Jorge Dragone.

## Su vida
Hijo de Vicente Falivene y Cándida Fernandez, su padre fue agente de policía, primero, y después obrero en una fábrica de mosaicos (Casa Quadri, barrio de Almagro). Su madre era gallega, de Lugo, y era la encargada de la casa donde vivían. Tuvo una hermana menor, Valentina, que también incursionó en el canto, utilizando el seudónimo de Diana Rey y luego, como bolerista en la orquesta de Don Fabián, como Alba Morena.
A los 17 años comenzó a trabajar en un taller mecánico de automóviles. En ese tiempo se manifiestan sus inclinaciones hacia dos disciplinas muy diferentes: el boxeo y el canto. Tenía un físico llamativo y le gustaban los deportes. Los guantes los practicaba en el Boxing Club Colegiales, que quedaba muy cerca de su casa.
Desde 1933 a 1937, el poco dinero que ganaba lo ganó boxeando, hasta que un golpe lo hizo abandonar la actividad para dedicarse solamente el canto.

## Sus primeros pasos como cantante
En 1936, incentivado por unos amigos, se presentó en el café Río De La Plata, que quedaba frente al monumento al Cid Campeador, en la esquina de las avenidas Ángel Gallardo y Honorio Pueyrredón. Allí debutó usando el nombre Tito Falivene y actuó por tres meses. Luego cantó en un festival, que se desarrolló en el cine Argentino del barrio de Palermo, acompañado por las guitarras de Osvaldo Avena, Pablo Rechia y Antonio Ianigro.
En 1937 es acompañado por la orquesta de Anselmo Aieta, en un local dentro de la Exposición Rural, en el predio que actualmente existe frente a Plaza Italia, en el barrio de Palermo.
En ese mismo año, continúa su carrera con la Orquesta Característica Porteña, dirigida por Dante Liguori. Al poco tiempo, participa del segundo concurso auspiciado por el jabón Puloil, que se desarrollaba en Radio Belgrano y tenía 5000 inscriptos, de los cuales se seleccionaban las diez voces nuevas del año 1938. El concurso anterior lo había ganado el cantor Hugo Gutiérrez, siendo el segundo premio para Andrés Falgás.
La elección se definía con el voto de los oyentes que superaron los 200.000. A los participantes los acompañaban la orquesta de Juan Canaro y las guitarras de Vila, Ciaccio y Cortese. Mauré se presentó como Vicente Falivene y cantó dos tangos: Lo han visto con otra y Confesión; finalmente resultó ganador. El premio consistía en seis meses de actuación a 500 pesos por mes. Del resto de los seleccionados, solo podemos destacar a Chola Luna y en un plano menor a Laurita Esquivel. El resto no trascendió.
Comenzó a estudiar y vocalizar en el conservatorio que había instalado Gabriel Clausi, apodado El Chula, luego en la academia de los hermanos Rubistein. Hasta el año 1940 actúa en varias emisoras y luego se emplea en la bodega La Superiora. En ese momento, disminuyen sus actuaciones por un breve período, donde podemos destacar su actuación, durante 15 días, junto a la orquesta de Alberto Pugliese (hermano de Osvaldo Pugliese).
Debido al retiro del cantor Carlos Casares de la orquesta de Juan D'Arienzo, el director busca su reemplazo. La prueba se hizo en la sala "B" de Radio El Mundo, donde concurrieron numerosos aspirantes. Casi al final, le tocó el turno a Mauré y, acompañado al piano por Fulvio Salamanca (quien estaba ya visiblemente cansado), cantó el tango de Pedro Maffia y Celedonio Flores La mariposa. Fulvio, a pesar de su cansancio, se reanimó al escucharlo y miró hacia donde estaba D'Arienzo, para entonces alentar a Mauré: «¡Dale pibe, que ya te compraste al maestro!».
Como era de suponer, el debut se produciría en el reducto habitual del director, el cabaret Chantecler. En esa oportunidad comienza a utilizar su nombre artístico Héctor, por Héctor Varela, primer bandoneón y arreglador de la orquesta y Mauré, pensando en la esposa de D'Arienzo, que se apellidaba Maure, solo le agregó el acento.
El 12 de diciembre de 1940 hace su debut en el disco con el vals de Juan Carlos Graviz Flor de mal, del otro lado Esclavas blancas de Horacio Pettorossi, cantado por Alberto Reynal. Su última grabación con D'Arienzo fue el 21 de julio de 1944, con el tango Amarras (de Carlos Marchisio y Carmelo Santiago), fueron en total 50 registros.
El primero de enero de 1945 comienza su labor como solista, actuando en Radio Belgrano, con una orquesta propia dirigida por el bandoneonista Alberto Cima. También actuó con los conjuntos de guitarras de José Canet y de Roberto Grela.
Su éxito era muy grande y prácticamente no hubo día que no tuviera trabajo, se presentó en todos los pueblos y también en Uruguay. A fines de 1949 es invitado por Juan Canaro y se embarca rumbo a Francia. Pero las desavenencias con el director llegaron antes que el debut. Regresó frustrado, pero con el saldo positivo de haber tomado unas clases con Andrés Huc Santana, que era el primer bajo de la Opera de París.

## Su vida personal
Se casó el 30 de abril de 1954 con Susana Esther Bassini. Vivió en Buenos Aires y unos años más tarde adquirió su casa propia en la ciudad de Ituzaingó (a unos 22 kilómetros del centro de Buenos Aires). Fue padre de tres hijas.
En 1955, el peronismo fue derrocado por la dictadura autodenominada Revolución Libertadora de 1955, a raíz de la persecución de la dictadura de Pedro Eugenio Aramburu debió abandonar su profesión. Tangueros como Hugo del Carril, Nelly Omar, Héctor Mauré, Anita Palmero, Chola Luna, entre otros, fueron perseguidos por sus ideas políticas y prácticamente nunca más volvieron a trabajar. Tras la caída de la dictadura de Pedro Eugenio Aramburu pudo regresar y hasta su fallecimiento continuó presentándose en diversos festivales y recitales.
En 1960 comienza lentamente a desaparecer el tango de la radio y la televisión, ya que el interés de la audiencia pasa a nuevos ritmos. De varios sitios donde Mauré se presentó en ese entonces, debemos recordar El Rincón de los Artistas. Lo regenteaba Antonio Forastiero y su señora Virginia, pocos años después, falleció Antonio y la posta la recogió su hijo Jorge Forastiero, reducto que defendió hasta las últimas consecuencias la difusión del tango y, donde además, Héctor Mauré debutó el 7 de noviembre de 1965 y fue artista exclusivo hasta el 9 de mayo de 1976. 
Tres días más tarde, imprevistamente, en su casa, un infarto agudo de miocardio ponía fin a su existencia. Se encuentra enterrado en el cementerio de San Antonio de Areco, cerca de Buenos Aires.
Dejó 293 grabaciones para los sellos Víctor, Orfeo, Columbia y Music Hall.
Además de los músicos ya mencionados, fue acompañado por las orquestas de Carlos Demaría, Juan Sánchez Gorio, Héctor Varela, Lito Escarso, Jorge Dragone, Leopoldo Federico y también un conjunto propio dirigido por Pascual Elía. En muchos casos ni figuraba el nombre de la orquesta en el disco, tal el caso de Héctor Varela que lo acompañó con un sexteto.
Como autor y compositor registró en SADAIC 26 temas, uno de ellos, el tango Oro y diamantes, fue grabado por Juan d'Arienzo. También escribió una canción llamada Lilian, el cual estaba dedicado a una de sus hijas Mirta Liliana Falivene.
Su primer representante artístico fue el comediante Fidel Pintos.